# Naila Mussajewa
Naila Fuad kysy Mussajewa (russisch Наиля Фуад кызы Мусаева; * 7. September 1957 in Baku) ist eine sowjetisch-aserbaidschanische Informatikerin und Hochschullehrerin.

## Leben
Mussajewa studierte 1974–1979 in Baku Angewandte Mathematik an der Fakultät für Automatisierung von Produktionsprozessen des Aserbaidschanischen Instituts für Erdöl und Chemie. Anschließend arbeitete sie im Produktionsverband Aserelektroterm als Ingenieur-Programmiererin.
1983 begann Mussajewa die Aspirantur für Automatisierung technologischer Prozesse und Produktion im Aserbaidschanischen Ingenieurbau-Institut (seit 2000 Architektur- und Bauuniversität Aserbaidschan). 1986 wurde sie dort Mitarbeiterin des Lehrstuhls für Informationstechnologien und -systeme. 1990 verteidigte sie mit Erfolg ihre Dissertation über Algorithmen und Anwendungsprogrammpakete für den Datenabgleich statistischer Kennwerte und für mathematische Modelle der Statik technologischer Prozesse und ihre Realisierung im automatisierten Prozesskontrollsystem (ASUTP) für die Promotion zur Kandidatin der technischen Wissenschaften. 1994 wurde sie Wissenschaftliche Senior-Mitarbeiterin und 1997 Dozentin am Lehrstuhl für Rechnertechnik und Automatisierung von Produktionsprozessen des Aserbaidschanischen Ingenieurbau-Instituts. Im März 2002 verteidigte Mussajewa mit Erfolg ihre Doktor-Dissertation über Algorithmen und Software für die verbesserte Bestimmung der statistischen Kennwerte, der Konditionalität der Korrelationsmatrix und der angemessenen Identifikation für die Promotion zur Doktorin der technischen Wissenschaften 2003. 2007 wurde sie zur Professorin am Lehrstuhl für Informationstechnologien und -systeme der Architektur- und Bauuniversität Aserbaidschan.
Daneben arbeitet Mussajewa seit 1991 im Institut für Kontrollsysteme der Akademie der Wissenschaften Aserbaidschans und leitet seit 2002 das Laboratorium für Identifikation Stochastischer Prozesse. Sie leitete 2004–2006 als Principal Investigator ein Projekt des Cooperative Grants Program (CGP) der USA Civil Research and Development Foundation (CRDF) und war 2008–2010 an einem weiteren Projekt des CGP beteiligt.